# Баузен
Баузе́н (окс. Bausen, кат. Bausén, ісп. Bausen) - муніципалітет, розташований в Автономній області Каталонія, в Іспанії. Код муніципалітету за номенклатурою Інституту статистики Каталонії - 250450. Знаходиться у терсуні Куате Локс району (кумарки) Баль-д'Аран (коди району - 39 та VN) провінції Льєйда, згідно з новою адміністративною реформою перебуватиме у складі Баґарії (округи) Ал-Пірінеу і Баль-д'Аран. 

## Населення
Населення міста (у 2007 р.) становить 61 особа (з них менше 14 років - 6,6%, від 15 до 64 - 50,8%, понад 65 років - 42,6%). У 2006 р. народжуваність склала 0 осіб, смертність - 1 особа, зареєстровано 0 шлюбів. У 2001 р. активне населення становило 20 осіб, з них безробітних - 2 особи.

Серед осіб, які проживали на території міста у 2001 р., 43 народилися в Каталонії (з них 40 осіб у тому самому районі, або кумарці), 2 особи приїхали з інших областей Іспанії, а 8 осіб приїхало з-за кордону. 

Університетську освіту має 2% усього населення. 

У 2001 р. нараховувалося 26 домогосподарств (з них 42,3% складалися з однієї особи, 26,9% з двох осіб,19,2% з 3 осіб, 7,7% з 4 осіб, 3,8% з 5 осіб, 0% з 6 осіб, 0% з 7 осіб, 0% з 8 осіб і 0% з 9 і більше осіб).

Активне населення міста у 2001 р. працювало у таких сферах діяльності : у сільському господарстві - 16,7%, у промисловості - 0%, на будівництві - 5,6% і у сфері обслуговування - 77,8%. 

 У муніципалітеті або у власному районі (кумарці) працює 12 осіб, поза районом - 13 осіб.

### Безробіття
У 2007 р. нараховувалося 0 безробітних (у 2006 р. - 1 безробітний), з них чоловіки складали *%, а жінки - *%.

## Економіка

### Підприємства міста

#### Промислові підприємства
| \| Промислові підприємства міста, за сферою діяльності \| Промислові підприємства міста, за сферою діяльності \| Промислові підприємства міста, за сферою діяльності \| \| Рік \| 2002 р. \| 2001 р. \| \| --------------------------------------------------- \| --------------------------------------------------- \| --------------------------------------------------- \| \| Енергетичні та водні ресурси \| 100% \| 100% \| \| Хімія та метали \| 0% \| 0% \| \| Переробка металів \| 0% \| 0% \| \| Продукти харчування \| 0% \| 0% \| \| Текстиль \| 0% \| 0% \| \| Виробництво меблів, видання \| 0% \| 0% \| \| Інше \| 0% \| 0% \| \| Усього підприємств \| 2 \| 1 \| |         |         |
| Промислові підприємства міста, за сферою діяльності |         |         |
| Рік | 2002 р. | 2001 р. |
| Енергетичні та водні ресурси | 100%    | 100%    |
| Хімія та метали | 0%      | 0%      |
| Переробка металів | 0%      | 0%      |
| Продукти харчування | 0%      | 0%      |
| Текстиль | 0%      | 0%      |
| Виробництво меблів, видання | 0%      | 0%      |
| Інше | 0%      | 0%      |
| Усього підприємств | 2       | 1       |

#### Роздрібна торгівля
| \| Підприємства роздрібної торгівлі міста, за сферою діяльності \| Підприємства роздрібної торгівлі міста, за сферою діяльності \| Підприємства роздрібної торгівлі міста, за сферою діяльності \| \| Рік \| 2002 р. \| 2001 р. \| \| ------------------------------------------------------------ \| ------------------------------------------------------------ \| ------------------------------------------------------------ \| \| Продукти харчування \| 50% \| 50% \| \| Одяг та взуття \| 0% \| 0% \| \| Товари для дому \| 0% \| 0% \| \| Книги та періодичні видання \| 0% \| 0% \| \| Промислова хімічна продукція \| 50% \| 50% \| \| Продукція, пов'язана з транспортними засобами \| 0% \| 0% \| \| Інше \| 0% \| 0% \| \| Усього підприємств \| 2 \| 2 \| |         |         |
| Підприємства роздрібної торгівлі міста, за сферою діяльності |         |         |
| Рік | 2002 р. | 2001 р. |
| Продукти харчування | 50%     | 50%     |
| Одяг та взуття | 0%      | 0%      |
| Товари для дому | 0%      | 0%      |
| Книги та періодичні видання | 0%      | 0%      |
| Промислова хімічна продукція | 50%     | 50%     |
| Продукція, пов'язана з транспортними засобами | 0%      | 0%      |
| Інше | 0%      | 0%      |
| Усього підприємств | 2       | 2       |

#### Сфера послуг
| \| Підприємства міста, що працюють у сфері послуг, за діяльністю \| Підприємства міста, що працюють у сфері послуг, за діяльністю \| Підприємства міста, що працюють у сфері послуг, за діяльністю \| \| Рік \| 2002 р. \| 2001 р. \| \| ------------------------------------------------------------- \| ------------------------------------------------------------- \| ------------------------------------------------------------- \| \| Гуртова торгівля \| 0% \| 0% \| \| Готелі та готельний бізнес \| 100% \| 100% \| \| Транспорт та зв'язок \| 0% \| 0% \| \| Посередницькі фінансові послуги \| 0% \| 0% \| \| Послуги підприємствам \| 0% \| 0% \| \| Послуги фізичним особам \| 0% \| 0% \| \| Нерухомість та ін. \| 0% \| 0% \| \| Усього підприємств \| 1 \| 2 \| |         |         |
| Підприємства міста, що працюють у сфері послуг, за діяльністю |         |         |
| Рік | 2002 р. | 2001 р. |
| Гуртова торгівля | 0%      | 0%      |
| Готелі та готельний бізнес | 100%    | 100%    |
| Транспорт та зв'язок | 0%      | 0%      |
| Посередницькі фінансові послуги | 0%      | 0%      |
| Послуги підприємствам | 0%      | 0%      |
| Послуги фізичним особам | 0%      | 0%      |
| Нерухомість та ін. | 0%      | 0%      |
| Усього підприємств | 1       | 2       |

## Житловий фонд
У 2001 р. 0% усіх родин (домогосподарств) мали житло метражем до 59 м2, 26,9% - від 60 до 89 м2, 50% - від 90 до 119 м2 і
23,1% - понад 120 м2.

З усіх будівель у 2001 р. 0% було одноповерховими, 89,7% - двоповерховими, 10,3
% - триповерховими, 0% - чотириповерховими, 0% - п'ятиповерховими, 0% - шестиповерховими,
0% - семиповерховими, 0% - з вісьмома та більше поверхами.

## Автопарк
| \| Автомобілі, зареєстровані у місті, за призначенням \| Автомобілі, зареєстровані у місті, за призначенням \| Автомобілі, зареєстровані у місті, за призначенням \| \| Рік \| 2006 р. \| 2005 р. \| \| -------------------------------------------------- \| -------------------------------------------------- \| -------------------------------------------------- \| \| Приватні автомобілі \| 50,9% \| 49% \| \| Мотоцикли \| 0% \| 2% \| \| Вантажівки \| 26,4% \| 27,5% \| \| Трактори \| 3,8% \| 3,9% \| \| Автобуси та ін. \| 18,9% \| 17,6% \| \| Усього автомобілів \| 53 шт. \| 51 шт. \| |         |         |
| Автомобілі, зареєстровані у місті, за призначенням |         |         |
| Рік | 2006 р. | 2005 р. |
| Приватні автомобілі | 50,9%   | 49%     |
| Мотоцикли | 0%      | 2%      |
| Вантажівки | 26,4%   | 27,5%   |
| Трактори | 3,8%    | 3,9%    |
| Автобуси та ін. | 18,9%   | 17,6%   |
| Усього автомобілів | 53 шт.  | 51 шт.  |

## Вживання каталанської мови
У 2001 р. каталанську мову у місті розуміли 100% усього населення (у 1996 р. - 100%), вміли говорити нею 86,8% (у 1996 р. - 
79,7%), вміли читати 75,5% (у 1996 р. - 27,5%), вміли писати 15,1
% (у 1996 р. - 14,5%). Не розуміли каталанської мови 0%.

## Політичні уподобання
У виборах до Парламенту Каталонії у 2006 р. взяло участь 40 осіб (у 2003 р. - 30 осіб). Голоси за політичні сили розподілилися таким чином:
| \| Вибори до Парламенту Каталонії \| Вибори до Парламенту Каталонії \| Вибори до Парламенту Каталонії \| \| Рік \| 2006 р. \| 2003 р. \| \| -------------------------------------- \| ------------------------------ \| ------------------------------ \| \| Конвергенція та Єднання (CiU) \| 52,5% \| 73,3% \| \| Соціалістична партія Каталонії (PSC) \| 22,5% \| 10% \| \| Народна партія (PP) \| 12,5% \| 10% \| \| Ініціатива за зелену Каталонію (IC) \| 5% \| 3,3% \| \| Республіканська лівиця Каталонії (ERC) \| 7,5% \| 3,3% \| \| Громадянська партія (C's) \| 0% \| 0% \| \| Інші \| 0% \| 0% \| |         |         |
| Вибори до Парламенту Каталонії |         |         |
| Рік | 2006 р. | 2003 р. |
| Конвергенція та Єднання (CiU) | 52,5%   | 73,3%   |
| Соціалістична партія Каталонії (PSC) | 22,5%   | 10%     |
| Народна партія (PP) | 12,5%   | 10%     |
| Ініціатива за зелену Каталонію (IC) | 5%      | 3,3%    |
| Республіканська лівиця Каталонії (ERC) | 7,5%    | 3,3%    |
| Громадянська партія (C's) | 0%      | 0%      |
| Інші | 0%      | 0%      |